# Albert J. Beveridge
Albert J. Beveridge (Highland County, Ohio, 6 de octubre de 1862 - Indianápolis, Indiana, 27 de abril de 1927) fue un historiador y senador de los Estados Unidos por Indiana.

## Biografía
Carismático y brillante orador, fue elegido senador por primera vez en 1899, con solo 36 años. Fue un ferviente defensor de la expansión estadounidense en el extranjero y la expansión colonial, apoyados en su nacionalismo profundamente arraigado. Sin embargo unos años después se transformó en crítico de las élites empresariales y políticas, y contribuyó al movimiento progresista surgido a principios del siglo XX.
Tras abandonar el Senado, inició una carrera como historiador que le llevó a publicar una biografía de John Marshall, The Life of John Marshall de 4 volúmenes con la que ganó el Premio Pulitzer de Biografía. En el momento de su fallecimiento tenía completados 2 volúmenes de una biografía de Abraham Lincoln.

## Obra
- The Russian Advance, 1903.
- What is Back of the War?, 1915.
- The Life of John Marshall, 4 volúmenes, 1916-19.
- Abraham Lincoln, 1809-1858, 2 volúmenes, 1928.